# Erasmus Student Network
Erasmus Student Network AISBL (conosciuta anche con l'acronimo ESN) è un’associazione studentesca internazionale no-profit fondata nel 1990 da ex studenti in mobilità internazionale su iniziativa dell'Erasmus Bureau della Comunità economica europea, il cui obiettivo principale è fornire attività e servizi per gli studenti internazionali e promuovere la mobilità studentesca.
ESN opera su tre livelli: internazionale, nazionale e locale e, al momento, conta più di 530 sezioni in 41 paesi con oltre 13500 membri attivi che lavorano su base volontaria, fornendo servizi a circa 160.000 studenti Erasmus.
Le sezioni di ESN lavorano secondo il principio di “Students helping students”, al fine di aiutare gli studenti in mobilità a vivere al meglio la propria esperienza di studio o di tirocinio all'estero.
Le sezioni forniscono supporto sia agli studenti in entrata che in uscita, prestando opera di accoglienza e consulenza agli studenti stranieri ospiti per un periodo di studio all'estero (attraverso un servizio che va dalla ricerca dell'alloggio al tutorato e all'organizzazione di eventi culturali e ricreativi che favoriscano l'integrazione dello studente straniero nell'ambiente universitario locale).
I volontari sono in larga parte studenti che hanno maturato un’esperienza di scambio internazionale e vogliono mettere a disposizione le proprie esperienze e il proprio tempo; oppure studenti che sono prossimi a fare un’esperienza di scambio internazionale e che attraverso il lavoro all'interno dell’associazione possono acquisire competenze utili per vivere al meglio l’esperienza di studio o tirocinio all'estero, anche in paesi con un background culturale e sociale molto diverso dal proprio.
A livello internazionale ESN promuove la mobilità studentesca europea interfacciandosi con le maggiori istituzioni dell’Unione europea.

## I valori di ESN
ESN crede nell’arricchimento della società attraverso gli studenti internazionali e i suoi valori, condivisi da tutti i suoi membri volontari. Questi sono: 
- Unione nella diversità, tutti proveniamo da un contesto diverso ma condividiamo un obiettivo comune,
- Studenti che aiutano gli studenti, ci impegniamo con passione a fare volontariato per il beneficio degli altri,
- Divertimento nell'amicizia e nel rispetto, ci godiamo relazioni basate sul rispetto,
- Dimensione internazionale della vita, siamo aperti, mobili, amiamo scoprire ed esplorare, cooperare e interagire per rompere i confini,
- Amore per l'Europa come spazio di pace e scambio culturale viviamo e beneficiamo al massimo della ricchezza culturale dell'Europa
- Apertura con tolleranza, comprendiamo e accettiamo gli altri e impariamo da loro,
- Cooperazione nell'integrazione condividiamo una visione olistica dell'internazionalità.

## Storia
Nel 1987, la CEE ha approvato un progetto per creare un ampio programma di mobilità nel campo dell'istruzione superiore. Una parte di questo progetto comprendeva il programma Erasmus - un programma di scambio volto a offrire agli studenti l'opportunità di trascorrere parte dei loro studi all'estero.
Nel 1989, Erasmus Bureau invitò 32 ex studenti Erasmus per una riunione di valutazione a Gand, in Belgio. Questo incontro è stato il punto di partenza di Erasmus Student Network. I problemi evidenziati durante la valutazione divennero i punti cardine su cui i fondatori di ESN International avrebbero dovuto lavorare. L'idea principale si basava sul concetto di "studenti che aiutano gli studenti", una frase che oggi è conservata come motto del lavoro dell'organizzazione.
Numerose sezioni ESN furono fondate in diverse università europee e, con i finanziamenti della CEE, nel febbraio 1990 nella città di Copenaghen, in Danimarca, si organizzò un incontro per celebrare la fondazione ufficiale di ESN International, a cui hanno presenziato 49 partecipanti provenienti da quasi tutti gli Stati membri che facevano parte del programma. ESN International diventò così un'associazione legale, di cui Desiree Majoor di Utrecht, Paesi Bassi, fu la prima presidente. 
ESN crebbe rapidamente e nel 1994 raccoglieva già 60 sezioni in 14 paesi. Nel 2004 la rete ESN comprendeva 170 sezioni all'interno e all'esterno dell'Europa, dalla Scandinavia al Marocco. Da allora ESN è cresciuta con un tasso medio del 12% circa ogni anno. Le nuove tecnologie hanno contribuito notevolmente alla collaborazione tra le sezioni e gli incontri frequenti hanno rafforzato i legami tra i volontari ESN e, allo stesso tempo, contribuito allo scambio di idee e una migliore qualità del lavoro per raggiungere un futuro migliore.
Il 30 novembre 2005, ESN ha stabilito la propria sede a Bruxelles ed è stata registrata legalmente come organizzazione belga senza scopo di lucro.
A partire dal 25 novembre 2017, la rete di studenti Erasmus comprende più di 530 associazioni locali ("sezioni") in 40 paesi e conta oltre 18.000 volontari in tutta Europa.

## Struttura

### Livello Locale
ESN è costituita da oltre 530 sezioni locali, distribuite in 40 paesi, che lavorano quotidianamente con gli studenti internazionali. Le sezioni forniscono supporto sia agli studenti in partenza che in arrivo, prestando opera di accoglienza e consulenza agli studenti stranieri ospiti per un periodo di studio all'estero, attraverso un servizio che va dalla ricerca dell'alloggio al tutorato e all'organizzazione di eventi culturali e ricreativi che favoriscano l'integrazione dello studente straniero nell'ambiente universitario locale.
Ogni sezione ha un proprio Consiglio Direttivo locale, la cui composizione può variare da una sezione all'altra. Solitamente le sezioni locali si interfacciano sia con la propria Università di riferimento che con le Istituzioni locali. 

### Livello Nazionale
ESN è attualmente presente in 40 paesi, all'interno dei confini definiti dallo Spazio Europeo dell'Istruzione Superiore. Il livello nazionale è incaricato di rappresentare le esigenze degli studenti internazionali nei confronti dei governi e delle autorità nazionali. Le sezioni locali all'interno di uno stesso paese formano una Piattaforma Nazionale (PN) che eleggono annualmente un Consiglio Direttivo Nazionale, la cui composizione può variare da paese a paese. Ogni paese deve necessariamente eleggere all'interno del proprio consiglio direttivo nazionale un Rappresentante Nazionale (NR), che ha il compito di rappresentare la rete nazionale a livello internazionale.

### Livello Internazionale
Il livello internazionale è l'ultimo livello di ESN, il cui compito è quello di coordinare e monitorare l'andamento dell'associazione e di rappresentare le esigenze degli studenti internazionali di fronte alle Istituzioni Europee e internazionali.  Ogni anno i membri di ESN si riuniscono per eleggere il Consiglio Direttivo Internazionale, l'organo esecutivo di ESN International composto da cinque membri: Presidente, Vicepresidente, Tesoriere, Responsabile Comunicazione e Responsabile Web). Dal 2005, i membri del Consiglio Direttivo internazionale ricoprono il loro incarico come volontari a tempo pieno e vivono e lavorano a Bruxelles. 
Il Consiglio Direttivo Internazionale è supportato da un Segretariato, composto da personale dipendente e da cinque commissioni.

## Gli organi decisionali di ESN

### Annual General Meeting
L'Annual General Meeting (AGM) è il più alto organo decisionale della rete ESN. Sia le Sezioni che il Consiglio dei Rappresentanti Nazionali (CNR) eleggono l'International Board (IB) per un mandato di un anno. L’AGM è l’assemblea dei soci ed è l’unico organo che può modificare Statuto e Regolamento e prendere decisioni sui documenti politici dell'associazione. L’evento si svolge una volta all’anno e si discutono i temi più importanti del Network. È l’evento più grande di ESN e raccoglie più di 800 partecipanti.
Qui di seguito i vari AGM con la sezione ospitante:
- 1989 ESN Meeting a Gent, Belgio
- 1990 AGM I a Copenaghen, Danimarca
- 1991 AGM II a Bruxelles, Belgio
- 1992 AGM III ad Utrecht, Paesi Bassi
- 1993 AGM IV a Maastricht, Paesi Bassi
- 1994 AGM V a Helsinki, Finlandia
- 1995 AGM VI a Porto, Portogallo
- 1996 AGM VII a Napoli, Italia
- 1997 AGM VIII a Gent, Belgio
- 1998 AGM IX a Graz, Austria
- 1999 AGM X ad Århus, Danimarca
- 2000 AGM XI a Portorose, Slovenia
- 2001 AGM XII a Leida, Paesi Bassi
- 2002 AGM XIII a Lugo, Spagna
- 2003 AGM XIV a Siena, Italia
- 2004 AGM XV a Helsinki, Finlandia
- 2005 AGM XVI a Danzica, Polonia
- 2006 AGM XVII a Cracovia, Polonia
- 2007 AGM XVIII a Praga, Repubblica Ceca
- 2008 AGM XIX a Besançon, Francia
- 2009 AGM XX a Utrecht, Paesi Bassi
- 2010 AGM XXI a Istanbul, Turchia
- 2011 AGM XXII a Budapest, Ungheria
- 2012 AGM XXIII a Granada, Spagna
- 2013 AGM XXIV a Maribor, Slovenia
- 2014 AGM XXV a Milano, Italia
- 2015 AGM XXVI ad Ankara, Turchia
- 2016 AGM XXVII a Varsavia, Polonia
- 2017 AGM XXVIII a Berlino, Germania
- 2018 AGM XXIX in Costa Brava, Spagna
- 2019 AGM XXX in Salonicco, Grecia
- 2020 AGM XXXI in Linköping, Svezia

### Council of National Representative
Il Consiglio dei Rappresentanti Nazionali (CNR)  si occupa di tutti i temi che non sono di competenza dell’AGM, tra cui tutti i documenti che non fanno parte di Statuto e Regolamento Attuativo. Il CNR è composto dai Rappresentanti Nazionali dei 40 paesi e dal Consiglio Direttivo Internazionale. L’assemblea viene gestita da un Chairing Team, a sua volta composto dal Segretario CNR e dall'Amministratore CNR (che vengono eletti una volta all’anno) e un Main Chair che viene eletto prima di ogni incontro.

### Piattaforma Nazionale
L'assemblea nazionale che riunisce tutti i soci di un paese è detta Piattaforma Nazionale (PN). È l'incontro di tutte le sezioni di una Nazione e del Consiglio Direttivo Nazionale. Si svolge più volte l'anno, la frequenza può variare da paese a paese. Viene ospitata a rotazione da una delle sezioni.

## Eventi Internazionali

### Piattaforme Regionali
Le Piattaforme Regionali sono degli eventi di formazione che raccolgono i paesi geograficamente vicini. Questi paesi hanno anche tendenzialmente problematiche e strutture simili.
Ne esistono 5: 
- CEP (Central European Platform), Austria, Croazia, Repubblica Ceca, Ungheria, Polonia, Slovacchia, Slovenia, Ucraina.
- NEP (Northern European Platform), Danimarca, Estonia, Finlandia, Islanda, Lettonia, Lituania, Norvegia, Russia, Svezia.
- WEP (Western European Platform), Svizzera, Paesi Bassi, Germania, Belgio, Regno Unito, Irlanda, Liechtenstein, Lussemburgo.
- SWEP (South Western European Platform),  Italia, Spagna, Francia, Portogallo e Malta.
- SEEP (South Eastern European Platform), Azerbaijan, Armenia, Bosnia ed Erzegovina, Bulgaria, Cipro, Georgia, Giordania, Grecia, Kazakistan, Macedonia del Nord, Romania, Serbia, Turchia.

### International Erasmus Games
Ogni anno, dopo le qualificazioni nazionali, i giovani di tutta Europa partecipano alla competizione finale, gli International Erasmus Games, un evento internazionale che riunisce studenti Erasmus provenienti da tutta Europa. La prima edizione si è svolta nel 2014 su iniziativa di ESN Italia e ESN Polonia. Questo evento si concentra sulla promozione di uno stile di vita sano e di una buona sportività.
I giochi internazionali Erasmus comprendono 4 discipline sportive principali: futsal, pallacanestro, pallavolo e tennis.

## I Progetti di ESN
Mentre le sezioni organizzano indipendentemente le proprie attività a livello locale, ESN International gestisce diversi progetti internazionali che vengono implementati da tutto il Network. 
ESNcard
La ESNcard è la tessera del Network degli studenti Erasmus. Dimostra che una persona è membro di una sezione ESN e quindi parte della grande rete ESN. Inoltre, la ESNcard offre anche molti sconti in diverse città e paesi in cui esistono sezioni ESN.
Il progetto mira a fornire sconti, vantaggi e opportunità agli studenti internazionali durante il loro periodo all'estero.
SocialErasmus
SocialErasmus è un progetto internazionale che ha lo scopo di coinvolgere i giovani cittadini in diverse attività di volontariato durante il loro soggiorno all'estero, al fine di apportare un cambiamento nella società. In questo modo gli studenti possono capire meglio i problemi della città in cui si trovano. 
SocialErasmus supporta 8 diverse cause: Ambiente, Salute, Povertà, Violenza, Animali, Disastri, Discriminazioni e Istruzione.
ExchangeAbility
Il progetto ExchangeAbility ha lo scopo di aumentare il numero di studenti disabili in mobilità, promuovendo diverse opportunità e rendendo ESN un'associazione più accessibile a tutti i suoi livelli di attività.
Il suo più grande sottoprogetto, MapAbility, si pone come obiettivo quello di sviluppare una mappa visiva delle università in tutta Europa, al fine di identificare il loro livello di accessibilità da parte degli studenti con disabilità e i servizi speciali che offrono.
Mov’in Europe
Mov’in Europe mira a promuovere le diverse opportunità di mobilità. Il progetto mira non solo a promuovere le opportunità Erasmus, ma anche un'ampia varietà di opportunità rivolte a giovani, studenti e giovani laureati (volontariato, viaggio, apprendimento, studio, tirocini, lavoro).
Eduk8
Eduk8 è un progetto internazionale che mira a formare i membri ESN. Questo progetto offre l'opportunità di apprendere le cosiddette soft skill - per identificarle e svilupparle. 
I partecipanti possono condividere il loro know-how e imparare gli uni dagli altri in un modo interessante e interattivo.
ESNsurvey
ESNsurvey è la più grande ricerca annuale in Europa realizzata dagli studenti per gli studenti. Viene condotta ogni anno tra gli studenti universitari. ESN presenta i risultati alle principali parti interessate nell'ambito dei programmi di istruzione superiore e mobilità. Questo tipo di ricerca ha permesso di identificare alcune delle problematiche principali del progetto Erasmus e, di conseguenza, di apportare migliorie al progetto stesso. 
ErasmusIntern
ErasmusIntern.org è una piattaforma che riunisce le aziende e gli studenti in cerca di stage.
HousErasmus+
Il progetto HousErasmus+ mira a identificare le sfide e le buone pratiche in materia di alloggio per studenti e tirocinanti internazionali. Sulla base delle informazioni, verranno formulate raccomandazioni concrete al fine di avere una situazione migliore per tutti gli studenti in mobilità e i tirocinanti in Europa!
Erasmus Without Paper
Il progetto Erasmus Without Paper è il primo tentativo di standardizzare il trasferimento dei dati degli studenti su scala europea. Al fine di digitalizzare il processo burocratico necessario per intraprendere una mobilità all’estero, semplificandolo per tutte le entità in gioco (studente, università, commissione europea ecc.).
L'UE si è posta come obiettivo di far sì che entro il 2020 il 20% degli studenti europei trascorra un periodo di mobilità durante la propria carriera accademica. Al fine di raggiungere questo ambizioso obiettivo si sta lavorando verso una rimozione degli ostacoli alla mobilità degli studenti attraverso un minor onere amministrativo per gli istituti di istruzione superiore.
ResponsibleParty
Responsible Party è un progetto che ha lo scopo di sensibilizzare gli studenti sugli effetti del consumo di alcol. Durante le feste vengono organizzate attività divertenti e coinvolgenti con l'obiettivo di aumentare la consapevolezza sulle ripercussioni salutari causate dal consumo eccessivo di alcol.

## Partner e stakeholder
I principali soggetti interessati a ESN sono la Commissione europea e il Consiglio d'Europa. ESN è uno dei maggiori sostenitori dell'attuazione del programma Erasmus + e fornisce informazioni in tutta Europa in proposito. Questo contatto privilegiato fa sì che ESN possa concretamente migliorare il progetto Erasmus e la qualità della mobilità per gli studenti in scambio. 
Ci sono 5 organizzazioni di cui ESN International è membro: European Youth Forum, European Movement International, Lifelong Learning Platform, Erasmus + Student & Alumni Association e Europe+. Tutti i membri condividono valori simili a quelli di ESN: rappresentano la voce dei giovani, creano un'Europa unita, forniscono informazioni e sostengono vari programmi educativi.

## Stati Membri
- ESN Albania
- ESN Armenia
- ESN Austria
- ESN Azerbaigian
- ESN Belgio
- ESN Bosnia ed Erzegovina
- ESN Bulgaria
- ESN Cipro
- ESN Croazia
- ESN Danimarca
- ESN Estonia
- ESN Finlandia
- ESN Francia
- ESN Georgia
- ESN Germania
- ESN Giordania
- ESN Grecia
- ESN Irlanda
- ESN Italia
- ESN Islanda
- ESN Kazakistan
- ESN Lettonia
- ESN Liechtenstein
- ESN Lituania
- ESN Lussemburgo
- ESN Macedonia del Nord
- ESN Malta
- ESN Moldavia
- ESN Montenegro
- ESN Norvegia
- ESN Paesi Bassi
- ESN Polonia
- ESN Portogallo
- ESN Regno Unito
- ESN Repubblica Ceca
- ESN Romania
- ESN Russia
- ESN Serbia
- ESN Slovacchia
- ESN Slovenia
- ESN Spagna
- ESN Svezia
- ESN Svizzera
- ESN Ucraina
- ESN Ungheria
- ESN Turchia

## Presidenti
- Rita Dias - ESN Portogallo 2023-2024, 2024-2025
- Juan Rayón - ESN Spagna 2021-2022, 2022-2023
- Konstantinos Giannidis - ESN Grecia 2019-2020
- Joao Pinto - ESN Portogallo 2017-2019
- Safi Sabuni - ESN Svezia 2015-2017
- Stefan Janke - ESN Svezia 2013-2015
- Emanuel Alfranseder - ESN Svezia 2012-2103
- Tania Berman - ESN Francia 2011-2012
- Eva Ntovolou - ESN Grecia 2010-2011
- Marketa Tokova - ESN Repubblica Ceca 2009-2010
- Matthias Fenner - ESN Svizzera 2008-2009
- Giorgio Marinoni - ESN Italia 2007-2008
- Davide Capecchi - ESN Italia 2006-2007
- Davide Capecchi - ESN Italia 2005-2006
- Pascal Gemperli - ESN Svizzera 2004-2005
- Zsofia Honfi - ESN Ungheria 2004
- Calle Johnzén - ESN Svezia 2003-2004
- Hanna-Maija Saarinen - ESN Finlandia 2002-2003
- Stefanie Kothmiller - ESN Austria 2001-2002
- Mikko Arvas - ESN Finlandia 2000-2001
- Matej Acceto - ESN Slovenia 1999-2000
- Elke Resch - ESN Austria 1998-1999
- Dimitris Parthenis - ESN Grecia 1997-1998
- Pavlos Exarchos - ESN Grecia 1996-1997
- Jorn Bo Thomsen - ESN Danimarca 1995-1996
- Jelle Calsbeek - ESN Paesi Bassi 1994-1995
- Jorge Cerveira Pinto - ESN Portogallo 1993-1994
- Anja Wang - ESN Danimarca 1992-1993
- Christoffer Loffredo - ESN Italia 1991-1992
- Desiree Majoor - ESN Paesi Bassi 1990-1991